# Phlogophora caesia
Phlogophora caesia är en fjärilsart som beskrevs av W. Warren 1911. Phlogophora caesia ingår i släktet Phlogophora och familjen nattflyn. Inga underarter finns listade i Catalogue of Life.